# بلیتسی
بلیتسی (به ایتالیایی: Bellizzi) یک کومونه در ایتالیا است که در استان سالرنو واقع شده‌است.

## خصوصیات
بلیتسی ۷ کیلومترمربع مساحت و ۱۳٬۱۳۱ نفر جمعیت دارد و ۶۰ متر بالاتر از سطح دریا واقع شده‌است.